# Ard na Caithne
Ard na Caithne is een plaats in het Ierse graafschap Kerry.